# Divandu albimarginatus
Divandu albimarginatus ist eine afrikanische Buntbarschart, die in Gabun und der Republik Kongo in den Stromgebieten von Kouilou-Niari und Loeme/Loukene sowie im Nyanga und oberen Ngounié vorkommt. Die Gattungsbezeichnung Divandu leitet sich vom Trivialnamen ab, der in Mayombe für den Fisch benutzt wird. Das Art-Epitheton albimarginatus nimmt Bezug auf den bei präparierten Exemplaren weißen Rand der Schwanzflosse.

## Merkmale
Divandu albimarginatus kann eine Länge von 12 cm erreichen und ist ein relativ hochrückiger Buntbarsch. Die Körperhöhe erreicht 27,8 bis 40,2 % der Standardlänge, wobei größere Exemplare besonders hochrückig sind. Die Kopflänge beträgt 31,9 bis 37,2 % der Standardlänge. Die Schnauze ist normalerweise kürzer als der Kopfbereich hinter den Augen. Äußere und innere Zahnreihe sind mit einspitzigen Zähnen besetzt. Der Schwanzstiel ist höher als lang und wird von insgesamt 12 Schuppenreihen umgeben. An der Kehle sind die Schuppen deutlich kleiner als am übrigen Körper. Der erste Bauchflossenstrahl ist der längste und erreicht den Anus oder reicht darüber hinaus. Die Brustflossen sind etwas kürzer als die Bauchflossen.
- Flossenformel: Dorsale XIII–XVI/9–12; Anale III/7–8.
- Schuppenformel: SL 22–31.

Divandu albimarginatus ist hellbraun gefärbt, wobei Kehle und Bauch heller sind. Auf den Körperseiten sind normalerweise 6 bis 7 senkrechte Bänder sichtbar. Weitere Markierungen sind ein Fleck auf dem Kiemendeckel und rötlich-schwarze Flecken auf der Schwanzflosse und auf den weichstrahligen Abschnitten von Rücken- und Afterflosse, die oft in Reihen angeordnet sind. Die Ränder von Rücken-, After- und Bauchflossen sowie der obere Rand der Schwanzflosse sind rot. Der untere Rand der Schwanzflosse ist weiß. Unter dem rötlichen Rand des weichstrahligen Abschnitts der Rückenflosse liegt ein weißlich-silbriges Band. Einen Geschlechtsdimorphismus hinsichtlich der Färbung gibt es nicht.

## Lebensweise
Divandu albimarginatus lebt in klarem Wasser in den oberen und unteren Abschnitten von Flüssen, die durch Primär- und Sekundärwälder fließen. Das Wasser der Heimatgewässer hat eine Temperatur von 21 bis 22 °C, einen pH-Wert von 7 bis 7,5 und einen Leitwert von 50 µS. Im gleichen Lebensraum kommt Chromidotilapia mamonekenei vor, der dort häufiger ist. Divandu albimarginatus ist ein polygamer, ovophiler, maternaler Maulbrüter (d. h. das Weibchen nimmt die Eier ins Maul).

## Systematik
Gattung und Art wurden 2000 durch den österreichischen Ichthyologen Anton Lamboj und seinen belgischen Kollegen Jos Snoeks beschrieben und seitdem ist Divandu albimarginatus die einzige Art der damit monotypischen Gattung geblieben.

## Gefährdung
In der Roten Liste der IUCN wird der Status der Art als ungefährdet (Least Concern) angegeben.